# Monti Cornicolani

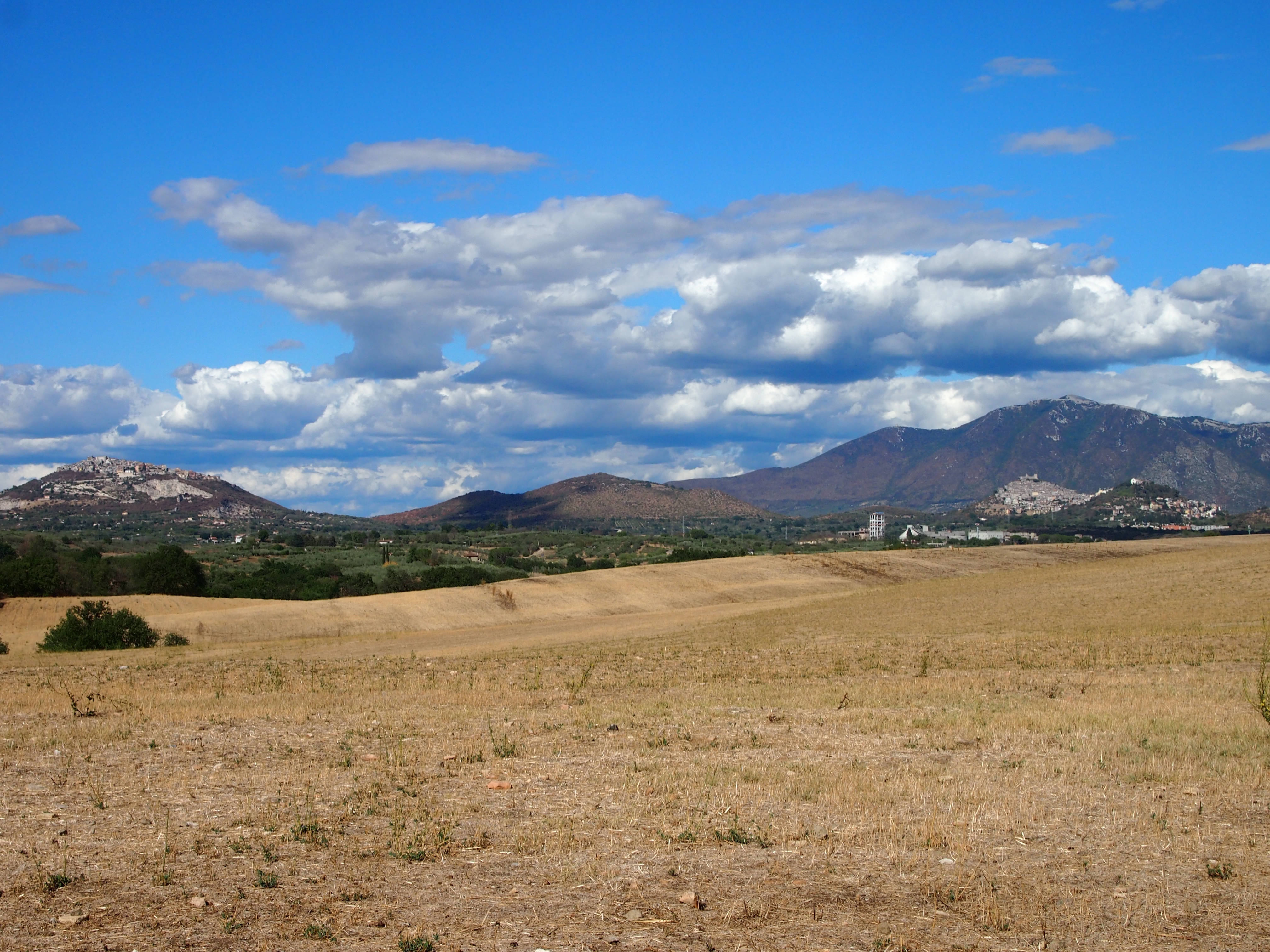
I tre rilievi principali dei Monti Cornicolani osservati dal Parco dell'Inviolata.

I Monti Cornicolani sono dei modesti rilievi carbonatici che sorgono tra la Valle del Tevere e la Valle dell'Aniene, circa 20 km a nord-est di Roma, delimitati dai Monti Lucretili a est, dalla pianura del Tevere a ovest, da Roma a sud-ovest e dalla Piana delle Acque Albule a sud.
Il territorio si sviluppa nei comuni di Sant'Angelo Romano, Guidonia Montecelio e Mentana.

## Territorio
Le cime più elevate sono le seguenti:
| Poggio Cesi  | 413 m s.l.m. | costituisce la cima più elevata, compresa all'interno del Comune di Sant'Angelo Romano |  |
| Monte Patulo | 400 m s.l.m. | vi si trova l'abitato di Sant'Angelo Romano                                            |  |
| Montecelio   | 389 m s.l.m. | vi si trova l'abitato di Montecelio                                                    |  |

Costituiscono, insieme al Monte Soratte (con il quale sono perfettamente allineati in direzione Nord-Ovest Sud-Est), la cosiddetta Dorsale Tiberina, cioè un'elevazione del substrato calcareo che è affiorata nel periodo meso-cenozoico nella Valle del Tevere. In periodi successivi la dorsale ha subito fratture sui lati ed al centro dove si è creata la depressione attraversata oggi dal Tevere.
Il toponimo deriva dall'antica città preromana di Corniculum, chiamata così in quanto i due colli di Montecelio (Montecelio e Montalbano) osservati da Roma assumono la forma di due corni.
Nel territorio sono presenti due aree naturali protette: la Riserva Naturale Macchia di Gattaceca e Macchia del Barco e la Zona Speciale di Conservazione (ZSC) IT6030015 “Macchia di Sant’Angelo Romano”.